# Duna Média
Дунайская служба средств массовой информации (венг. Duna Médiaszolgáltató) — закрытое товарищество.

## История

### Telefonhírmondó (1893—1925)
В 1893 компания Telefonhírmondó запустила одноимённую проводную радиостанцию.

### Magyar Telefonhírmondó és Rádió и Rádióélet (1925—1949)
В 1925 году была создана Telefonhírmondó была переименована в Magyar Telefonhírmondó és Rádió запустив на средних волнах эфирную радиостанцию (Radio Budapest). В 1929 году Magyar Telefonhírmondó és Rádió была переименована в Rádióélet. В 1932 году Радио Будапешт на средних волнах запустила свой второй радиоканал — «Будапешт II» (Budapest II), радиоканал «Радио Будапешт» стал называться «Будапешт I» (Budapest I), в 1938 году - международный радиоканал Радио Будапешт (Radio Budapest). В 1943 году проводная версия радиостанций Rádióélet прекратила вещание.

### MR (1949—1958)
В 1949 году вместо «Радио Будапешт» было создано «Венгерское радио» (Magyar Rádió, MR), Будапешт I стал называться «Радио Кошут», Будапешт II — «Радио Петефи». В 1950-е годы на средних волнах были запущены региональные радиостанции в Дебренце, Мишкольце, Дьоре, Пече и Сегеде. 

### MRT (1958 - 1989)
В 1957 году MК запустила телеканал MTV. 18 августа 1958 году Венгерское радио было переименовано в Венгерское радио и телевидение (Magyar Rádió és Televíziót, MRT). В 1960 году Венгерское радио на ультракоротких волнах запустило третий радиоканал — «Радио Барток». В 1971 году MRT запустила телеканал MTV2. 

### MTV и MR (1974 - 2015), Duna TV (1992 - 2015)
В 1974 году MRT была разделена на MTV и MR. В 1992 году была создана телекомпания и запущен телеканал Duna TV. В 2000 году MTV1 было переименовано в M1, MTV2 в M2. 1 мая 2006 года региональные радиостанции были объединены в «Радио Регионов» (MR 6 Régió Rádió). 1 февраля 2007 года на частоте "Радио Петефи" на средних волнах была запущена сеть радиостанций — «Вещание национальных меньшинства» (MR 4 Nemzetiségi adások) и радиостанцию «Парламентское вещание» (MR 5 Parlamenti adások). 30 июня 2007 года "Радио Будапешт" (вещала на английском, немецком, испанском, итальянском, турецком, греческом, эсперанто и венгерском (программа "Наша Родина")) была закрыта. 15 декабря 2009 года Венгерское радио на средних волнах запустило интернет-радиоканал «Песни и мелодии» (MR 7 Dalok és dallamok). В 2006 году Duna TV запустила телеканал Duna World. 27 февраля 2012 года был запущен радиоканал для венгров живущих вне Венгрии Мировое Радио Дунай (Duna World Rádió). 21 декабря 2012 года радиоканал «Песни и мелодии» был заменён радиоканалом «Радио Данко» (Dankó Rádió), региональные радиоканалы были закрыты.  25 июня 2012 года MTV запустила телеканал M3, 18 июля 2015 года - телеканал M4

### Duna Média (c 2015)
Создан 1 июля 2015 года путём объединения MTV, MR, Duna TV и MTI.

## Телеканалы и радиостанции

### Общенациональные телеканалы общей тематики
- M1 — информационный телеканал
- M2 — детский телеканал

Доступны во всех районах Венгрии через эфирное (цифровое (DVB-T) на ДМВ, ранее - аналоговое (PAL, ещё более ранее SECAM) на МВ и ДМВ), кабельное, спутниковое телевидение, IPTV на 1 и 2 телеканале, а также через Интернет.

### Международные телеканалы
- Duna World — международный телеканал для венгров проживающих вне Венгрии

Доступен во всём мире через спутниковое телевидение.

### Тематические общенациональные телеканалы
- Duna - уневирсальный
- M3 - программы прошлого
- M4 Sport - спортивный телеканал
- M4 Sport + - второй спортивный канал
- M5 - образовательный телеканал

Доступны во всех районах Венгрии через эфирное (цифровое (DVB-T) на ДМВ), кабельное, спутниковое телевидение, IPTV, а также через Интернет.

### Общенациональные радиостанции общей тематики
- Kossuth Rádió — общая
- Petőfi Rádió — молодёжная
- Bartók Rádió — музыкальная

Доступны во всех районах Венгрии через эфирное радиовещание (аналоговое на УКВ (УКВ CCIR, ранее - УКВ OIRT)), Kossuth Rádió на СВ, эфирное (цифровое (DVB-T) на ДМВ), кабельное, спутниковое телевидение, IPTV и Интернет, Kossuth Rádió ранее также через проводное радиовещание.

### Международные радиостанции
- Duna World Rádió — международная радиостанция для венгров проживающих вне Венгрии.

Доступна во всём мире через спутниковое телевидение и Интернет.

### Тематические общенациональные радиостанции
- Dankó Rádió - народная музыка
- Nemzetiségi adások - вещание для национальных меньшинств
- Parlamenti adások - парламентское радио

Доступны во всех районах Венгрии через Интернет, Dankó Rádió и Nemzetiségi adások эфирное радиовещание (аналоговое на СВ).

### Сайты
- mediaklikk.hu

## Управление и финансирование
Владельцем всех 100% капитала товарищества является государство. При Duna Média действует Симфонический оркестр Венгерского радио. Входит в Европейский вещательный союз. Вещание ведётся из Венгерского радиотелецентра (Улица Кунигунды, 64), до 2009 года вещание телевизионных программ шло из Будапештского телецентра, аппаратно-студийный комплекс которого был расположен во Дворце Биржи, вещание радиопрограмм из Будапештского радиодома (Броды Шандора 5-7), до 2012 года также из Дебренценского, Дьёрского, Мишкольцского, Печского и Сегедского радиодомов 